# Nesophiloscia culebroides
Nesophiloscia culebroides is een pissebed uit de familie Philosciidae. De wetenschappelijke naam van de soort is voor het eerst geldig gepubliceerd in 1936 door Van Name.